# Antonio Albacete
Antonio Albacete (ur. 15 stycznia 1965 roku w Madrycie) – hiszpański kierowca wyścigowy.

## Kariera
Albacete rozpoczął karierę w międzynarodowych wyścigach samochodowych w 1981 roku od startów w Ford Fiesta Championship Spain, gdzie jednak nie był klasyfikowany. Rok później w tej samej serii był już mistrzem. W późniejszych latach pojawiał się także w stawce Formule Ford Euroseries, Hiszpańskiej Formule Ford, Formuły 3000, European Touring Car Championship, Formuły GM Lotus Euroseries, Brytyjskiej Formuły 3000, Spanish Touring Car Championship, Hiszpańskiej Formuły Renault, FIA Touring Car World Cup, FIA European Super Trucks oraz FIA European Truck Racing Championship.
W Formule 3000 Hiszpan został zgłoszony do hiszpańskiego wyścigu w sezonie 1987 z brytyjską ekipą BS Automotive. Jednak nie zakwalifikował się do wyścigu.